# Rômulo Arantes
Rômulo Duncan Arantes Filho, dit Rômulo Arantes, né le 12 juin 1957 à Rio de Janeiro (Brésil) et mort le 10 juin 2000 à Maripá de Minas (Brésil), est un nageur et acteur brésilien, spécialisé dans les courses de dos. L'un des plus grands nageurs de dos crawlé de l'histoire du Brésil, Arantes il a été le premier médaillé brésilien aux championnats du monde de natation. A participé à 3 Jeux olympiques,.

## Carrière internationale
Rômulo Arantes a participé à trois Jeux olympiques : Munich 1972, où il a participé au 100 mètres dos, au 200 mètres dos (sans atteindre la finale des deux) et au 4 × 100 mètres quatre nages (où il est allé en finale et a terminé cinquième place) ; Montréal 1976, où il participait aux 100 et 200 mètres dos et au 100 mètres papillon, sans atteindre la finale ; et Moscou 1980, où il était dans le 100 m dos (sans atteindre la finale) et le 4 × 100 m quatre nages (où il a atteint la finale, terminant à la huitième place),.
Aux championnats du monde de natation 1973 qui se sont tenus à Belgrade, le tout premier championnat du monde, il a terminé septième au 100 mètres dos, battant le record sud-américain de 1 min 0 s 37. Au 200 mètres dos, il ne s'est pas qualifié pour la finale, mais il a également battu le record sud-américain, avec un temps de 2 min 12 s 98,,.
Il a participé aux championnats du monde 1975 à Cali. Au 100 mètres dos, il termine 10e, avec un temps de 1 min 0 s 30, loin de son record personnel du moment, le record sud-américain (58 s 61). Au 4 × 100 mètres quatre nages, il a terminé 9e, avec un temps de 4 min 1 s 99, avec Sérgio Pinto Ribeiro, Heliani dos Santos et Ruy de Oliveira. Arantes avait contracté un virus qui l'a obligé à arrêter l'entraînement pendant un mois, ce qui a aggravé ses résultats dans ces championnats du monde,,,.
Il était aux Jeux panaméricains de 1975, à Mexico. Il a remporté la médaille de bronze au 100 mètres dos, au 4 × 100 mètres quatre nages et au 4 × 200 mètres nage libre. Il a également terminé 4e au 200 mètres dos,,.
Aux Universiade d'été de 1977, tenues à Sofia, Arantes a remporté une médaille d'or au 100 mètres dos, avec un temps de 58,45. Aux Universiade d'été de 1979, tenues à Mexico, Arantes a remporté une médaille d'argent au 100 mètres dos. Aux Universiade d'été de 1981, tenues à Bucarest, Arantes a remporté deux médailles de bronze au 100 mètres dos et au relais 4 × 100 mètres quatre nages,,,,.
Aux championnats du monde 1978, tenus à Berlin, en Allemagne de l'Ouest, il a remporté la médaille de bronze au 100 mètres dos, avec un temps de 58 s 01. Il a été le premier médaillé brésilien aux championnats du monde de natation.
Aux Jeux panaméricains de 1979, il remporte une médaille d'argent au 100 mètres dos. Il a également remporté la médaille de bronze au relais 4 × 100 m nage libre, qui ont tous deux battu le record sud-américain,.

## Décès
Dans les années 1990, Arantes est devenu pilote amateur et a même construit une piste d'atterrissage dans sa ferme près de Maripá de Minas. Deux jours avant son 43e anniversaire, alors que sa famille se préparait pour les fêtes à la ferme, il a piloté un avion ultra-léger Ultravia Pelican avec un ami de 24 ans, Fábio Amorim Ribeiro Ruivo. Quelques minutes après le décollage, l'avion s'est écrasé à seulement 500 mètres de la piste, tuant instantanément les deux hommes.

## Palmarès

### Championnats du monde

#### En grand bassin
- Championnats du monde 1978 à Berlin (Allemagne de l'Ouest) :
  -  médaille de bronze du 100 m dos.

### Jeux Panaméricains
- Jeux Panaméricains 1975 à Mexico (Mexique) :
  -  médaille de bronze sur le 100 m dos.
  -  médaille de bronze sur le relais 4 × 200 m nage libre.
  -  médaille de bronze sur le relais 4 × 100 4 nages.
- Jeux panaméricains 1979 à San Juan (Porto Rico) :
  -  médaille d'argent sur le 100 m dos.
  -  médaille de bronze sur le relais 4 × 100 m nage libre.